# ATP Challenger Sopot-2
Der ATP Challenger Sopot (offiziell: Warta Cup) war ein Tennisturnier, das zwischen 1998 und 2001 in Sopot, Polen, stattfand. Es gehörte zur ATP Challenger Tour und wurde im Freien auf Sand gespielt. Bartłomiej Dąbrowski ist mit zwei Titeln im Doppel der einzige mehrfache Turniersieger.

## Liste der Sieger

### Einzel
| Jahr | Sieger            | Finalgegner       | Ergebnis      |
| ---- | ----------------- | ----------------- | ------------- |
| 2001 | David Ferrer      | Łukasz Kubot      | 7:5, 3:6, 6:2 |
| 2000 | Hugo Armando      | Jan Weinzierl     | 6:4, 6:0      |
| 1999 | Roberto Carretero | Thierry Guardiola | 6:4, 7:5      |
| 1998 | Michał Chmela     | Thomas Larsen     | 6:2, 7:6      |

### Doppel
| Jahr | Sieger                                    | Finalgegner                    | Ergebnis       |
| ---- | ----------------------------------------- | ------------------------------ | -------------- |
| 2001 | Bartłomiej Dąbrowski (2) Marcin Matkowski | Óscar Hernández Dmitri Wlassow | 6:72, 6:4, 6:3 |
| 2000 | Sergio Roitman Andrés Schneiter           | Óscar Hernández Germán Puentes | 6:4, 6:2       |
| 1999 | Bartłomiej Dąbrowski (1) Michał Gawłowski | Daniel Fiala Jiří Hobler       | 6:4, 3:6, 6:3  |
| 1998 | James Greenhalgh Nenad Zimonjić           | Aljaksandr Schwez Milen Welew  | 6:1, 6:3       |